# Festival de Cannes 1961

## Jury de la compétition
- Jean Giono, président
- Liselotte Pulver
- Pedro Armendáriz
- Luigi Chiarini
- Tonino Delli Colli
- Claude Mauriac
- Édouard Molinaro
- Jean Paulhan
- Raoul Ploquin
- Sergueï Ioutkevitch
- Fred Zinnemann

## Sélection officielle

### Compétition
La sélection officielle en compétition se compose de 32 films :
- La Première Messe (A Primeira Missa) de Lima Barreto
- Un raisin au soleil (A Raisin in the Sun) de Daniel Petrie
- Aimez-vous Brahms… (Goodbye Again) d'Anatole Litvak
- Quelle joie de vivre de René Clément
- Le Quatorzième Jour (Dan četrnaesti) de Zdravko Velimirović
- Darclée de Mihai Iacob
- Le Dernier Témoin (Der letzte Zeuge) de Wolfgang Staudte
- Le Juge (Domaren) d'Alf Sjöberg
- Le Fauve (Dúvad) de Zoltán Fábri
- L'avant-centre est mort à l'aube (El centroforward murió al amanecer) de René Múgica
- Giovedì: passeggiata de Vincenzo Gamna (court-métrage)
- Le Couteau (Het mes) de Fons Rademakers
- I Like Mike de Peter Frye
- Le Peintre Zlatiou Boyadjiev (Houdojnikat Zlatiou Boyadjiev) d'Ivan Popov (court-métrage)
- La ciociara de Vittorio De Sica
- La Main dans le piège (La mano en la trampa) de Leopoldo Torre Nilsson
- La Fille à la valise (La ragazza con la valigia) de Valerio Zurlini
- Le Mauvais Chemin (La Viaccia) de Mauro Bolognini
- Le Ciel et la Boue de Pierre-Dominique Gaisseau
- Les Cosaques (Kazaki) de Vassili Markelovitch Pronine
- Maddalena de Dínos Dimópoulos
- Mère Jeanne des anges (Makta Joanna od aniotów) de Jerzy Kawalerowicz
- Tendre et folle adolescence (Otōto) de Kon Ichikawa
- Le Chant du pigeon gris (Piesen o sivém holubovi) de Stanislav Barabáš
- Plein sud de Gaston de Gerlache de Gomery
- Récit des années de feu (Povest plamennykh let) d'Ioulia Solntseva
- Le Mal de vivre (The Hoodlum Priest) d'Irvin Kershner
- La Marque (The Mark) de Guy Green
- Line de Nils Reinhardt Christensen
- L'Épave (Il relitto) de Michael Cacoyannis
- Une aussi longue absence de Henri Colpi
- Viridiana de Luis Buñuel

### Hors compétition
1 film est présenté hors compétition :
- Exodus d'Otto Preminger

## Palmarès

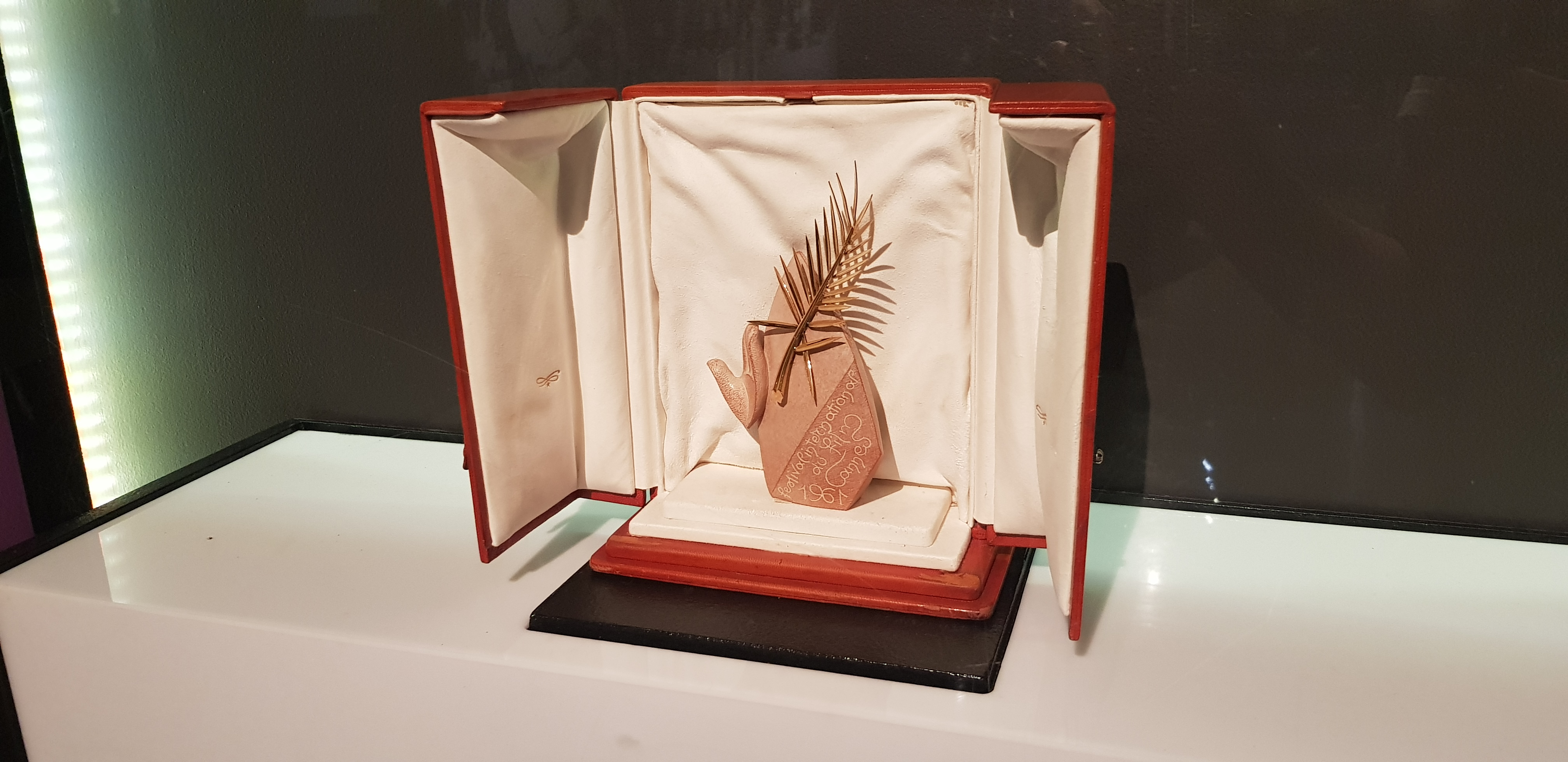
La Palme d'or attribuée à Viridiana.

Longs métrages
- Palme d'or (à l'unanimité, ex æquo)[3] : Viridiana de Luis Buñuel et Une aussi longue absence d'Henri Colpi
- Prix Spécial du Jury : Mère Jeanne des anges (Makta Joanna od aniotów) de Jerzy Kawalerowicz
- Prix de la mise en scène : Ioulia Solntseva pour Récit des années de feu (Povest plamennykh let)
- Prix d'interprétation féminine : Sophia Loren pour La ciociara
- Prix d'interprétation masculine : Anthony Perkins pour Aimez-vous Brahms… (Goodbye Again)
- Prix Gary Cooper : Un raisin au soleil (A Raisin in the Sun) de Daniel Petrie
- Prix de la Critique Internationale - F.I.P.R.E.S.C.I. : La Main dans le piège (La mano en la trampa) de Leopoldo Torre Nilsson et Chronique d'un été de Jean Rouch et Edgar Morin
- Mention spéciale de la Commission Supérieure Technique : Tendre et folle adolescence (Otōto) de Kon Ichikawa et Récit des années de feu (Povest plamennykh let) d'Ioulia Solntseva

Courts métrages
- Palme d'or du court métrage : La Petite Cuillère de Carlos Vilardebó
- Prix spécial - court métrage : Duel (Párbaj) de Gyula Macskássy et György Várnai
- Mention spéciale de la Commission Supérieure Technique : Feu en Castille (Fuego en Castilla) de José Val del omar et Les Écoles Folkwang (Folkwangschulen) de Herbert Vesely